# Remiszewice
Remiszewice (dawniej: Romiszewice, Romiszowice) – wieś w Polsce położona w województwie łódzkim, w powiecie tomaszowskim, w gminie Będków.
W latach 1975–1998 miejscowość administracyjnie należała do województwa piotrkowskiego.

## Historia
Pierwsza wzmianka o miejscowości pochodzi z 1237 roku. Romiszowice stanowiły gniazdo rodowe Jelitczyków – rodziny Romiszewskich/Romiszowskich herbu Jelita oraz były głównym ośrodkiem ich wielowioskowego folwarku. W połowie XIV wieku za czasów Dziwisza z Mierzyna i Romiszowic (cześnika sieradzkiego ), syna Klemensa z Mierzyna (wojewody sieradzkiego), Romiszowice otrzymały immunitet gospodarczy i sądowy. W dokumentach z 1388 roku wspominana jest fortalicja (zamek) Dziwisza z Romiszowic (Romisz(e)owskiego z Koprzywnicy), kasztelana spicimierskiego.
W Remiszewicach zachowane zostały ślady po istniejącym w XIII–XV wieku zamku rodziny Romiszewskich/Romiszowskich/Remiszewskich h. Jelita.
Do połowy XVI wieku Romiszowice znajdowały się w posiadaniu rodziny Romiszewskich/Romiszowskich. W XIX wieku należały do gen. Zajączka, a przed II wojną światową do Wojciechowskich. Przedwojenny dwór został w latach 50. XX wieku rozebrany, a na jego miejscu wyniesiono budynek w stylu pałacowym. Zarówno wcześniejsze, przebudowywane w ciągu wieków dwory, jak i wybudowany w II poł. XX wieku obiekt były wznoszone na starych średniowiecznych fundamentach (piwnicach), pochodzących z czasów Romiszewskich/Romiszowskich.

## Zabytki
Według rejestru zabytków Narodowego Instytutu Dziedzictwa na listę zabytków wpisany jest obiekt:
- park dworski ze stawami, nr rej.: 317 z 31.08.1983 i z 30.12.1993 oraz 396 z 14.09.1988

W wojewódzkim rejestrze zabytków znajduje się również:
- grodzisko stożkowate w Remiszewicach, st. 1, nr rej.: 399 z 1965[7]

## Osoby związane z miejscowością
- Anna Ro(e)miszowska h. Jelita primo voto Łącka, żona Jana Chryzostoma Paska, pamiętnikarza.
- Ewa Romiszewska z Romiszowic h. Jelita, babka Jakuba Zadzika, biskupa krakowskiego, kanclerza wielkiego koronnego, dyplomaty.
- Jakub Romiszewski h. Jelita, założyciel rodu Stokowskich.
- Jan Morawiec, ps. Henryk, Remisz, Rębacz, Tajfun, Paweł, Mieczysław, ur. 25 marca 1915 w Remiszewicach, stracony 15 stycznia 1948 w Warszawie, w więzieniu mokotowskim – działacz obozu narodowego, członek Okręgu Bojowego Kielce, NOW i NSZ, prezes Tymczasowej Narodowej Rady Politycznej Ziem Wschodnich, szef Oddziału IV PAS KG NZW.